# Pastocoris
Pastocoris is een geslacht van wantsen uit de familie van de Miridae (Blindwantsen). Het geslacht werd voor het eerst wetenschappelijk beschreven door Odo Reuter in 1879.

## Soorten
Het genus bevat de volgende soorten:

- Pastocoris pallidus Carapezza, 2002
- Pastocoris putonii (Reuter, 1875)